# 鹿島郡 (茨城県)
- 令制国一覧 > 東海道 > 常陸国 > 鹿島郡
- 日本 > 関東地方 > 茨城県 > 鹿島郡

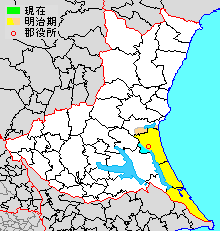
茨城県鹿島郡の範囲（水色：後に他郡から編入した区域 薄黄：後に他郡に編入された区域）

鹿島郡（かしまぐん）は、鹿島神宮の神郡として建郡された常陸国（茨城県）の郡。大化5年（649年）に、下総国海上国造の部内軽野以南の一里と、那賀国造の部内寒目以北の五里を別けて建郡された。
「鹿行（ろっこう）地域」の名の由来となった郡のひとつ。平成の大合併で消滅した。

## 古代

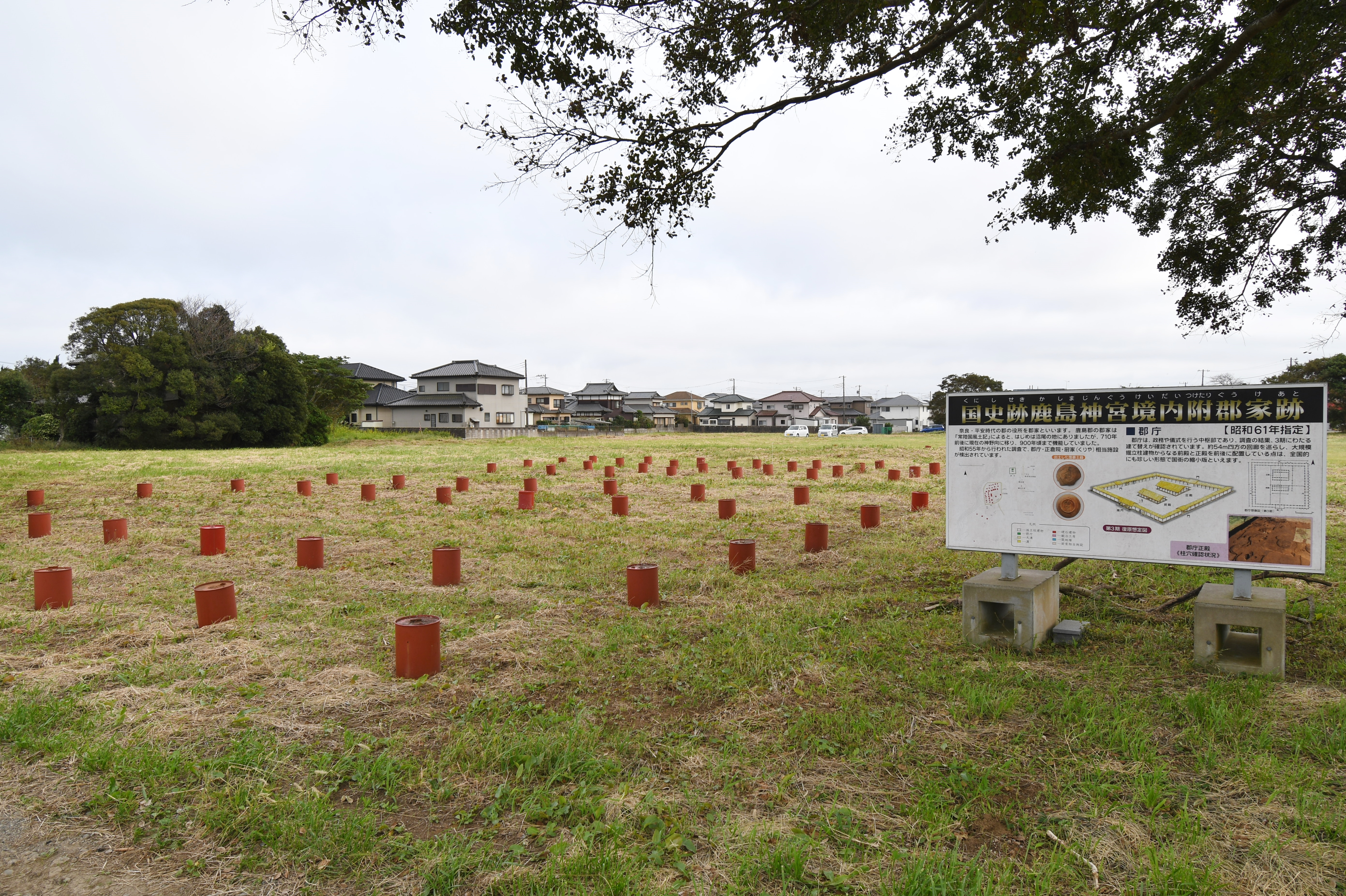
神野向遺跡（鹿島郡家跡）

下総国海上国造の後裔を称する他田日奉神護が正倉院文書に遺した「他田日奉部直神護解」には、神護の祖父忍が孝徳期に海上郡少領であったことが書かれており、香島評の立評に同意したことが窺える。大化から天武天皇期にかけて順次設置されたとされる八神郡のひとつであり、鹿島神宮の所在地として重んじられ、養老7年（723年）11月16日には郡司に近親者の連任が許されている。一般に郡を治める郡司に近親者を続けて任命することは禁止されていたが、香島郡（鹿島郡）では神社を代々まつってきた鹿島氏が重視されたものである。
8世紀以降の郡衙（郡家）跡は、鹿島神宮の南約1.5kmに位置する神野向遺跡（かのむかいいせき、鹿嶋市宮中、北緯35度57分19.29秒 東経140度38分1.67秒 / 北緯35.9553583度 東経140.6337972度）で発見されている。この場所は『常陸国風土記』において「其の社の南」に郡家があるという記載とも一致する。遺構は8世紀前半から10世紀初め頃までの郡庁内郭・厨家相当施設・正倉院等で構成され、特に正殿周囲に回廊を有する点が注目される。現在、遺跡は国の史跡「鹿島神宮境内」のうちに附（つけたり）として指定されている。

### 式内社
『延喜式』神名帳に記される郡内の式内社。
| 神名帳                 | 神名帳                            | 神名帳 | 神名帳   | 比定社       | 比定社                     | 比定社     | 集成 |
| 社名                   | 読み                              | 格     | 付記     | 社名         | 所在地                     | 備考       | 集成 |
| ---------------------- | --------------------------------- | ------ | -------- | ------------ | -------------------------- | ---------- | ---- |
| 鹿島郡 2座（並大）     |                                   |        |          |              |                            |            |      |
| 鹿島神宮               | カシマノ                          | 名神大 | 月次新嘗 | 鹿島神宮     | 茨城県鹿嶋市宮中           | 常陸国一宮 |      |
| 大洗礒前薬師菩薩明神社 | オホアライソザキノヤクシホサツノ- | 名神大 |          | 大洗磯前神社 | 茨城県東茨城郡大洗町磯浜町 |            |      |

## 近世以降
- 「旧高旧領取調帳」に記載されている明治初年時点での支配は以下の通り。●は村内に寺社領が、○は寺社除地[8]が存在。幕府領は小川達太郎支配所・安藤伝蔵支配所・大竹左馬太郎支配所・林金五郎支配所が管轄。（127村）

| 知行         | 知行                   | 村数 | 村名 |
| ------------ | ---------------------- | ---- | --- |
| 幕府領       | 幕府領（小川）         | 9村  | 荒地村、田谷沼新田、爪木村、深芝村、柳川新田、須田新田、知手村、竪内新田、奥野谷村 |
| 幕府領       | 幕府領（安藤）         | 8村  | 鹿田村、田崎村、造谷村、●○上釜村、沢尻村、○下太田村、○網掛村、上太田村 |
| 幕府領       | 幕府領（安藤・大竹）   | 1村  | ●宮ヶ崎村 |
| 幕府領       | 幕府領（小川）・旗本領 | 4村  | 徳宿村、二重作村、山野上村、沼尾村 |
| 幕府領       | 幕府領（林）・旗本領   | 1村  | 須賀村 |
| 幕府領       | 旗本領                 | 77村 | 安房村、玉田村、鳥栖村、秋山村、子生村、勝下新田村、大戸村、駒木根村、飯名村、鉾田村、烟田村、柏熊新田、滝浜村、柏熊村、勝下村、塔ヶ崎村、籾山村、当間村、下富田村、上富田村、大和田村、江川村、中居村、上幡木村、志崎村、武井釜村、大小志崎村、飯島村、上沢村、汲上村、台濁沢村、梶山村、阿玉村、札村、大蔵村、浜津賀村、荒井村、角折村、明石村、田谷村、猿田村、田野辺村、林村、奈良毛村、中村、棚木村、塙村、春秋村、小見村、立原村、武井村、大船津村、下塙村、谷原村、佐田村、鉢形村、粟生村、木滝村、長栖村、平泉村、下幡木村、筒井村、賀村、息栖村、高浜村、石神村、田畑村、木崎村、下津村、小宮作村、矢田部村、東下村、太田新田、日川村、萩原村、芝崎村、溝口村 |
| 藩領         | 常陸水戸藩             | 6村  | 海老沢村、駒場村、○小堤村、○紅葉村、○磯浜村、大貫村 |
| 藩領         | 陸奥守山藩             | 7村  | ●○成田村、●○神宿村、城之内村、●○神山村、○大竹村、荒野村、○神向寺村 |
| 幕府領・藩領 | 旗本領・守山藩         | 12村 | 白塚村、菅野谷村、青山村、安塚村、青塚村、小山村、清水村、津賀村、平井村、国末村、泉川村、居切村 |
| その他       | 寺社領                 | 2村  | 宮中村、根三田村 |

- 慶応4年
  - 6月27日（1868年8月15日） - 安藤支配所管轄の幕府領が常陸知県事の管轄となる。
  - 7月2日（1868年8月19日） - 旗本領および小川・大竹・林支配所管轄の幕府領が安房上総知県事の管轄となる。
- 明治初年 - 竪内新田が溝口村に合併。（126村）
- 明治2年2月9日（1869年3月21日）
  - 常陸知県事の管轄区域が若森県の管轄となる。
  - 安房上総知県事の管轄地域が宮谷県の管轄となる。
- 明治3年12月24日（1871年2月13日） - 陸奥守山藩が藩庁を移転して常陸松川藩となる。
- 明治4年
  - 7月14日（1871年8月29日） - 廃藩置県により、藩領が水戸県、松川県の管轄となる。
  - 11月14日（1871年12月25日） - 第1次府県統合により、全域が新治県の管轄となる。
- 1875年（明治8年）
  - 5月7日 - 第2次府県統合により茨城県の管轄となる。
  - 塙村・春秋村・小見村・立原村が合併して和村となる。（123村）
- 1878年（明治11年）12月2日、 郡区町村編制法の茨城県での施行により、行政区画としての鹿島郡が発足。郡役所が鉾田村に設置。発足した当時の郡域は、下記の区域にあたる。
  - 鹿嶋市、神栖市の全域
  - 鉾田市の大部分（概ね巴川より南西を除く）
  - 東茨城郡茨城町の一部（海老沢・宮ヶ崎・城之内・網掛・小堤・駒場・神宿）
  - 東茨城郡大洗町の一部（成田町・神山町）
- 同年 - 磯浜村・大貫村の所属郡が東茨城郡に変更。（121村）
- 1884年（明治17年） - 鉾田川上流に舟木村が起立。（122村）

### 町村制以降の沿革

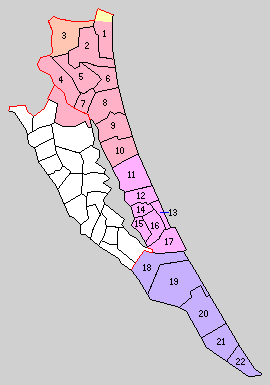
1.夏海村 2.大谷村 3.沼前村 4.巴村 5.徳宿村 6.諏訪村 7.鉾田町 8.新宮村 9.上島村 10.白鳥村 11.大同村 12.中野村 13.波野村 14.豊郷村 15.豊津村 16.鹿島町 17.高松村 18.中島村 19.軽野村 20.若松村 21.矢田部村 22.東下村（桃：鹿嶋市 紫：神栖市 赤：鉾田市 橙：東茨城郡茨城町 黄：東茨城郡大洗町）

- 1889年（明治22年）4月1日 - 町村制の施行により、下記の町村が発足[9]。（2町20村）
  - 夏海村 ← 成田村（現・鉾田市、東茨城郡大洗町）、上釜村、沢尻村、荒地村（現・鉾田市）、神山村（現・東茨城郡大洗町）
  - 大谷村 ← 上太田村、下太田村、造谷村、鹿田村、玉田村、田崎村、子生村（現・鉾田市）
  - 沼前村 ← 海老沢村、宮ヶ崎村、城之内村、網掛村、小堤村、駒場村、神宿村（現・東茨城郡茨城町）
  - 巴村 ← 上富田村、紅葉村、菅野谷村、大和田村、下富田村、鳥栖村、当間村（現・鉾田市）
  - 徳宿村 ← 徳宿村、飯名村、大戸村、駒木根村、秋山村、舟木村（現・鉾田市）
  - 諏訪村 ← 籾山村、滝浜村、勝下村、勝下新田村、柏熊新田、安房村、柏熊村（現・鉾田市）
  - 鉾田町 ← 鉾田村、塔ヶ崎村（現・鉾田市）
  - 新宮村 ← 烟田村、安塚村、白塚村、大竹村（現・鉾田市）
  - 上島村 ← 梶山村、汲上村、二重作村、青山村、台濁沢村（現・鉾田市）
  - 白鳥村 ← 札村、江川村、中居村、飯島村、上幡木村、上沢村、大蔵村、阿玉村（現・鉾田市）
  - 大同村 ← 津賀村、志崎村、大小志崎村、武井村、武井釜村、浜津賀村、和村、棚木村、荒井村、青塚村、角折村（現・鹿嶋市）
  - 中野村 ← 中村、荒野村、奈良毛村、林村、小山村（現・鹿嶋市）
  - 波野村 ← 神向寺村、清水村、明石村、小宮作村、下津村（現・鹿嶋市）
  - 豊郷村 ← 須賀村、田谷村、猿田村、田谷沼新田、田野辺村、沼尾村、山野上村（現・鹿嶋市）
  - 豊津村 ← 大船津村、爪木村（現・鹿嶋市）
  - 鹿島町 ← 宮中村、根三田村（現・鹿嶋市）
  - 高松村 ← 木滝村、佐田村、下塙村、谷原村、長栖村、国末村、粟生村、鉢形村、平井村、泉川村（現・鹿嶋市）
  - 中島村 ← 平泉村、息栖村、居切村、深芝村、下幡木村、筒井村、賀村（現・神栖市）
  - 軽野村 ← 知手村、木崎村、高浜村、石神村、田畑村、溝口村、芝崎村、萩原村、奥野谷村、日川村（現・神栖市）
  - 若松村 ← 柳川新田、須田新田、太田新田（現・神栖市）
  - 矢田部村、東下村（それぞれ単独村制。現・神栖市）
- 1896年（明治29年）7月1日 - 郡制を施行。
- 1923年（大正12年）4月1日 - 郡会が廃止。郡役所は存続。
- 1925年（大正14年）1月1日 - 中島村が改称して息栖村となる。
- 1926年（大正15年）7月1日 - 郡役所が廃止。以降は地域区分名称となる。
- 1928年（昭和3年）1月1日 - 東下村が町制施行・改称して波崎町となる。（3町19村）
- 1954年（昭和29年）9月15日 - 鹿島町・高松村・豊津村・豊郷村・波野村が合併して、改めて鹿島町が発足。（3町15村）
- 1955年（昭和30年）
  - 2月11日 - 沼前村が東茨城郡長岡町・上野合村・川根村と合併して東茨城郡茨城町が発足。（3町14村）
  - 2月15日 - 矢田部村が波崎町に編入。（3町13村）
  - 3月1日 - 息栖村・軽野村が合併して神栖村が発足。（3町12村）
  - 3月3日 - 夏海村・大谷村・諏訪村が合併して旭村が発足。（3町10村）
  - 3月15日 - 鉾田町・巴村・徳宿村・新宮村が行方郡秋津村と合併して、改めて鉾田町が発足。（3町7村）
  - 3月31日（3町5村）
    - 白鳥村・上島村が合併して大洋村が発足。
    - 大同村・中野村が合併して大野村が発足。

  - 7月23日 - 旭村の一部（神山および成田の一部）が東茨城郡大洗町に編入。
- 1956年（昭和31年）2月15日 - 若松村が分割し、一部（太田新田の一部）が神栖村に、残部（柳川新田・須田新田および太田新田の残部）が波崎町に編入。（3町4村）
- 1970年（昭和45年）1月1日 - 神栖村が町制施行して神栖町となる。（4町3村）
- 1995年（平成7年）9月1日 - 鹿島町が大野村を編入のうえ改称、即日市制施行して鹿嶋市となり、郡より離脱。（3町2村）
- 2005年（平成17年）
  - 8月1日 - 神栖町が波崎町を編入のうえ即日市制施行して神栖市となり、郡より離脱。（1町2村）
  - 10月11日 - 鉾田町・旭村・大洋村が合併して鉾田市が発足。同日鹿島郡消滅。

### 変遷表
| 明治22年4月1日 | 明治22年 - 昭和29年           | 昭和30年                             | 昭和31年 - 昭和63年          | 昭和31年 - 昭和63年 | 平成1年 - 現在                | 現在            |
| -------------- | ----------------------------- | ------------------------------------ | ---------------------------- | ------------------- | ----------------------------- | --------------- |
| 鉾田町         | 鉾田町                        | 昭和30年3月15日 鉾田町               | 鉾田町                       | 鉾田町              | 平成17年10月11日 鉾田市       | 鉾田市          |
| 巴村           | 巴村                          | 昭和30年3月15日 鉾田町               | 鉾田町                       | 鉾田町              | 平成17年10月11日 鉾田市       | 鉾田市          |
| 徳宿村         | 徳宿村                        | 昭和30年3月15日 鉾田町               | 鉾田町                       | 鉾田町              | 平成17年10月11日 鉾田市       | 鉾田市          |
| 新宮村         | 新宮村                        | 昭和30年3月15日 鉾田町               | 鉾田町                       | 鉾田町              | 平成17年10月11日 鉾田市       | 鉾田市          |
| 行方郡 秋津村  | 行方郡 秋津村                 | 昭和30年3月15日 鉾田町               | 鉾田町                       | 鉾田町              | 平成17年10月11日 鉾田市       | 鉾田市          |
| 大谷村         | 大谷村                        | 昭和30年3月3日 旭村                  | 旭村                         | 旭村                | 平成17年10月11日 鉾田市       | 鉾田市          |
| 夏海村         | 夏海村                        | 昭和30年3月3日 旭村                  | 旭村                         | 旭村                | 平成17年10月11日 鉾田市       | 鉾田市          |
| 諏訪村         | 諏訪村                        | 昭和30年3月3日 旭村                  | 旭村                         | 旭村                | 平成17年10月11日 鉾田市       | 鉾田市          |
| 白鳥村         | 白鳥村                        | 昭和30年3月3日 大洋村                | 大洋村                       | 大洋村              | 平成17年10月11日 鉾田市       | 鉾田市          |
| 上島村         | 上島村                        | 昭和30年3月3日 大洋村                | 大洋村                       | 大洋村              | 平成17年10月11日 鉾田市       | 鉾田市          |
| 鹿島町         | 鹿島町                        | 鹿島町                               | 鹿島町                       | 鹿島町              | 平成7年9月1日 改称市制 鹿嶋市 | 鹿嶋市          |
| 高松村         | 昭和29年9月15日 鹿島町に編入  | 鹿島町                               | 鹿島町                       | 鹿島町              | 平成7年9月1日 改称市制 鹿嶋市 | 鹿嶋市          |
| 豊津村         | 昭和29年9月15日 鹿島町に編入  | 鹿島町                               | 鹿島町                       | 鹿島町              | 平成7年9月1日 改称市制 鹿嶋市 | 鹿嶋市          |
| 豊郷村         | 昭和29年9月15日 鹿島町に編入  | 鹿島町                               | 鹿島町                       | 鹿島町              | 平成7年9月1日 改称市制 鹿嶋市 | 鹿嶋市          |
| 波野村         | 昭和29年9月15日 鹿島町に編入  | 鹿島町                               | 鹿島町                       | 鹿島町              | 平成7年9月1日 改称市制 鹿嶋市 | 鹿嶋市          |
| 大同村         | 大同村                        | 昭和30年3月3日 大野村                | 大野村                       | 大野村              | 平成7年9月1日 鹿島町に編入    | 鹿嶋市          |
| 中野村         | 中野村                        | 昭和30年3月3日 大野村                | 大野村                       | 大野村              | 平成7年9月1日 鹿島町に編入    | 鹿嶋市          |
| 中島村         | 大正14年1月1日 改称 息栖村    | 昭和30年3月1日 神栖村                | 神栖村                       | 昭和45年1月1日 町制 | 平成17年8月1日 市制           | 神栖市          |
| 軽野村         | 軽野村                        | 昭和30年3月1日 神栖村                | 神栖村                       | 昭和45年1月1日 町制 | 平成17年8月1日 市制           | 神栖市          |
| 若松村         | 若松村                        | 若松村                               | 昭和31年2月15日 神栖村に編入 | 昭和45年1月1日 町制 | 平成17年8月1日 市制           | 神栖市          |
| 若松村         | 若松村                        | 若松村                               | 昭和31年2月15日 波崎町に編入 | 波崎町              | 平成17年8月1日 神栖町に編入   | 神栖市          |
| 東下村         | 昭和3年1月1日 町制施行 波崎町 | 波崎町                               | 波崎町                       | 波崎町              | 平成17年8月1日 神栖町に編入   | 神栖市          |
| 矢田部村       | 矢田部村                      | 昭和30年2月15日 波崎町に編入         | 波崎町                       | 波崎町              | 平成17年8月1日 神栖町に編入   | 神栖市          |
| 沼前村         | 沼前村                        | 昭和30年2月15日 東茨城郡茨城町の一部 | 東茨城郡 茨城町              | 東茨城郡 茨城町     | 東茨城郡 茨城町               | 東茨城郡 茨城町 |

## 行政
歴代郡長
| 代 | 氏名 | 就任年月日                | 退任年月日                | 備考                   |
| -- | ---- | ------------------------- | ------------------------- | ---------------------- |
| 1  |      | 明治11年（1878年）12月2日 |                           |                        |
|    |      |                           | 大正15年（1926年）6月30日 | 郡役所廃止により、廃官 |

## 関連文献
- 下生成安 編『鹿島郡史談』柳沢平、1892年。NDLJP:763693。

- 消滅した郡の一覧

| 先代 ----- | 行政区の変遷 649年 - 2005年 | 次代 （消滅） |